# Marek Hilšer

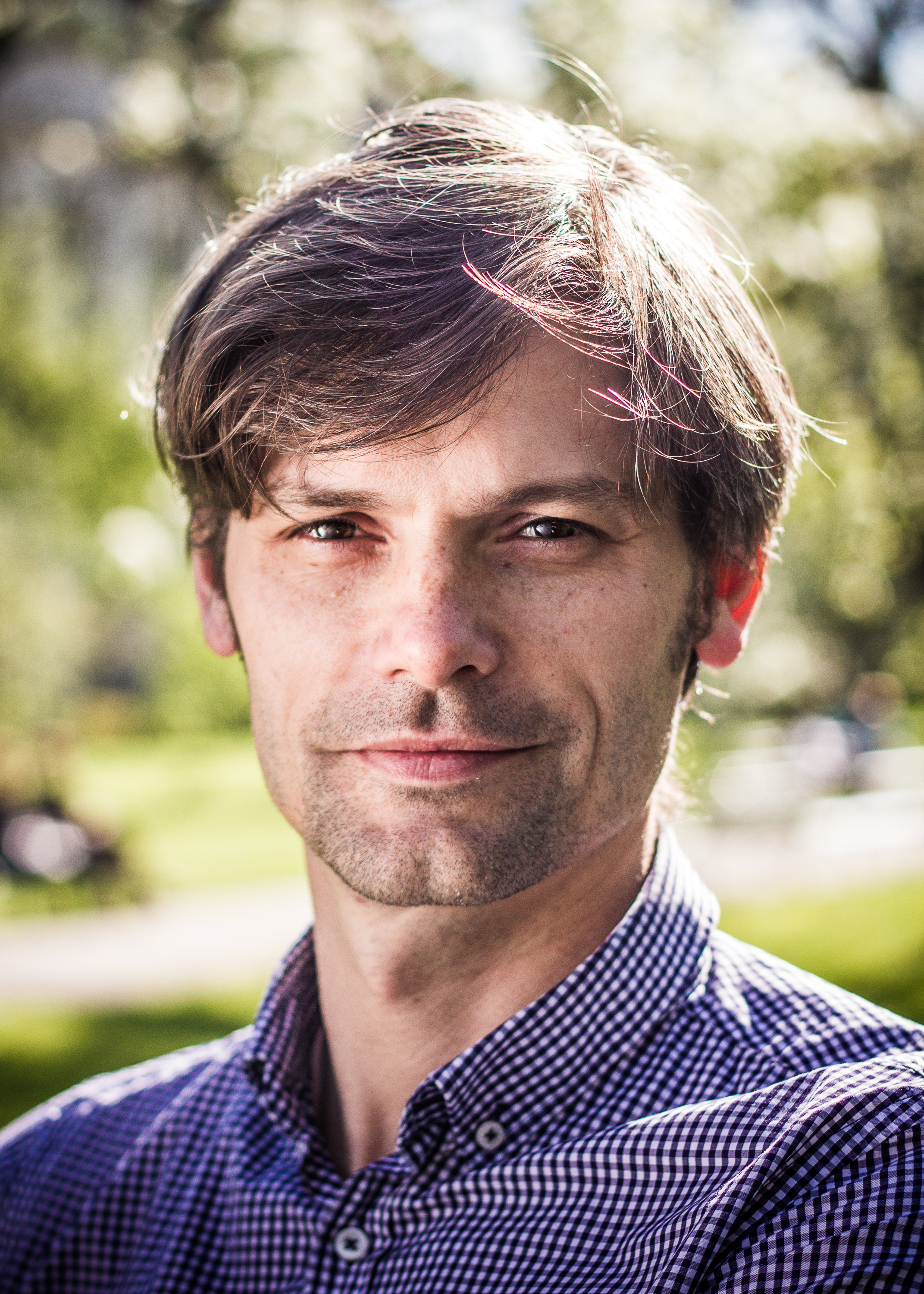
Marek Hilšer (2016)

Marek Hilšer (* 23. März 1976 in Chomutov) ist ein tschechischer Arzt, Hochschullehrer und Politiker. Er arbeitet an der 1. Medizinischen Fakultät der Karls-Universität.

## Leben
Marek Hilšer emigrierte mit seinen Eltern im Juni 1989 aus der Tschechoslowakei nach Spanien. Im darauffolgenden Jahr, nach der Samtenen Revolution, kehrten sie zurück. Er studierte Internationale Beziehungen und Medizin. Seit 2007 arbeitet er als Forscher und Hochschullehrer an der 1. Medizinischen Fakultät der Karls-Universität. In den Jahren 2011 und 2012 leistete er Humanitäre Hilfe in Kenia.

## Politisches Engagement
Im Juli 2016 gab er bekannt, dass er bei den tschechischen Präsidentenwahlen 2018 kandidieren wolle. Seine Kandidatur wurde von 11 Mitgliedern des Senats unterstützt. Hilšer war der jüngste Kandidat bei den Wahlen, er erreichte 8,8 % der Stimmen. Im zweiten Wahlgang unterstützte er den Kandidaten Jiří Drahoš.
Im Sommer 2018 meldete er seine politische Bewegung Marek Hilšer do Senátu (Marek Hilšer in den Senat, MHS) offiziell an. Bei den Senatswahlen 2018 konnte Hilšer im Wahlkreis Prag 2 ein Mandat erringen.
Bei den tschechischen Präsidentschaftswahlen 2023 kandidierte er mit Unterstützung von 13 Senatoren erneut. 